# Lajero
Lajero o Bagaibotdä es un corregimiento del distrito de Nole Duima en la comarca Ngäbe-Buglé, República de Panamá. La localidad tiene 2.674 habitantes (2010).